# Tatrasnica
Tatrasnica (cyr. Татрасница) – wieś w Serbii, w okręgu zajeczarskim, w gminie Knjaževac. W 2011 roku liczyła 3 mieszkańców.